# Dinko Šakić (1921.)
Dinko Ljubomir Šakić (Imotski, 8. rujna 1921. – Zagreb, 20. srpnja 2008.), ustaški časnik, ratni zločinac i zapovjednik koncentracijskih logora Jasenovac i Stara Gradiška.

## Životopis
Po zanimanju je bio trgovac tekstilom. Kada mu je bilo dvije godine obitelj se seli u Bosanski brod. Osnovnu školu pohađa u Bosanskom Brodu, a srednju u Slavonskom Brodu. Iz srednje je škole isključen 1934. zbog širenja ustaške promidžbe. Zakonski kao maloljetnik nije mogao biti osuđen, ali je pripremljena optužnica prema kojoj je, nakon što napuni 18 godina, trebao biti osuđen. Kako bi izbjegao kaznu bježi u Berlin. U travnju 1941. pristupa novoutemljenoj ustaškoj postrojbi u Beču. Oženio se Nadom Luburić, polusestrom ustaškog pukovnika Vjekoslava Luburića, voditelja UNS-ova III. ureda kojemu je nadležnost bila organizacija logora, uprava i njihovo osiguranje. Zahvaljujući rodbinskim vezama s Luburićem započeo je brz uspon po ustaškoj hijerarijskoj ljestvici. 18. veljače 1942. je dobrovoljno stupio u postrojbe Ustaške obrane, te da je s vremenom unaprijeđen u čin satnika. Do 1942. godine bio je pobočnik zapovjednika logora u Staroj Gradiški, a od 1942. do 1944. godine je zapovjednik koncentracijskog logora Jasenovac. Poslije Drugog svjetskog rata sa ženom bježi u Argentinu i otvara tvornicu tekstila.
U Argentini postaje vatreni peronist, i kada je Peron smijenjen s vlasti 1956. odlazi u Španjolsku, gdje je bio najbliži suradnik Vjekoslava Luburića. Tri godine kasnije vraća se u Argentinu i s obitelji nastanjuje u San Justu. Poslije će se, zbog bolježljive supruge, preseliti u ljetovalište Santa Teresita. 1974. bio je jedan od vođa Hrvatskog narodnog otpora.
Prilikom posjeta predsjednika Republike Hrvatske Franje Tuđmana hrvatskim iseljenicima u Argentini (1995.) novinarka Aleksa Crnjaković napravit će interview s Dinkom Šakićem. On se tada prvi puta javno pohvalio svojim djelima izjavivši kako bi sve to, ako treba, uradio opet. Istom prilikom susreo se i s predsjednikom Tuđmanom, s kojim se zadržao u razgovoru gotovo 45 minuta, uz zajedničku fotografiju. Tako je tvrdila Dinkova supruga Nada (Esperanza). Žena mu je rodila troje djece. Godine 1998. izručen iz Argentine u Hrvatsku.  Suđeno mu je za zločine u logoru Jasenovac. Dobio je kaznu od 20 godina koju je počeo služiti u zatvoru u Lepoglavi. Godine 2001. počinje pisati memoare pod naslovom "S Poglavnikom u Alpama 1946."
Istražiteljima centra Simon Wiesenthal tri godine kasnije (1998.) zapeo je za oko Šakićev interview argentinskom Kanalu 13 u kojem su ga novinari na prijevaru – tražeći razgovor o svjetskom nogometnom prvenstvu na kojemu Argentina igra s Hrvatskom – navukli na temu Jasenovca. Nedugo potom Šakića je argentinska policija lišila je slobode. Redovnim letom njemačke zrakoplovne tvrtke Lufthansa u (18. lipnja 1998.) Šakić je iz Buenos Airesa u pratnji djelatnika Interpola doputovao u Frankfurt. Potom je zrakoplovom Croatia Airlinesa prebačen u Zagreb i smješten u zagrebačkom zatvoru Remetinec. Već sutradan u Istražnom centru zagrebačkog Županijskog suda održano je prvo ročište na kojemu se Šakić branio šutnjom.
Pravomoćnom presudom osuđen je na maksimalnu zatvorsku kaznu od 20 godina zbog ratnog zločina nad civilnim stanovništvom. Proglašen je krivim zbog kršenja međunarodnih pravila ratovanja, između ostalog, zbog naređivanja smaknuća, mučenja i nehumanog postupanja prema civilima (prisilni rad, izgladnivanje zatvorenika, skupno kažnjavanje). Tereti ga se da je 21. rujna 1944. osobno ubio skupinu od 20 zatvorenika te za smaknuće još četiri zatvorenika. Kaznu je započeo služiti u najvećem hrvatskom zatvoru Lepoglavi. Prema svjedočenjima preživjelih zatočenika konc-logora Jasenovac te osobnom priznanju na suđenju (Zagreb, 1999.), osobno je ubio zatočenika Mila Boškovića (22. rujna 1944.).Šakić nikad nije prihvatio presudu te je suđenje smatrao običnom farsom.
Posljednje je godine života zbog lošeg zdravlja boravio u zatvorskoj bolnici u Zagrebu, gdje je u 87. godini nakon duge i teške bolesti umro 20. srpnja 2008. To je bilo 10 godina prije isteka kazne. Pokopan je na zagrebačkom krematoriju 25. srpnja. Na odru je ležao u ustaškoj odori. Na posljednjem ispraćaju na zagrebačkom krematoriju bilo je nazočno tristotinjak ljudi, među njima umirovljeni general Marinko Krešić, političari Anto Kovačević, Ivan Gabelica, Ana Lučić, Marin Sopta i Slavica Hruškar iz Nezavisnih dragovoljaca Hrvatske. To je izazvalo negodovanje Efraima Zuroffa koji je zbog tog i službeno prosvjedovao.

## Vanjske poveznice
- moljac.hr :: Dinko Šakić (1921.), uz dozvolu autora teksta